# Pulo Raya (Sampoiniet)
Pulo Raya is een bestuurslaag in het regentschap Aceh Jaya van de provincie Atjeh, Indonesië. Pulo Raya telt 176 inwoners (volkstelling 2010).